# سرخس بحري
سرخس بحري (الاسم العلمي: Polypodium maritimum) هو نوع نباتي يتبع جنس السرخس من فصيلة السرخسية.